# Il cavaliere del silenzio
Il cavaliere del silenzio er en italiensk stumfilm fra 1916 af Oreste Visalli.

## Medvirkende
- Signor De Mori
- Giulio Del Torre
- Jeanne Nolly
- Leo Ragusi
- Claudia Zambuto